# Echinacea purpurea
Espèce
Synonymes
Brauneria purpurea (L.) Britton
Echinaceae serotina (Sweet) D. Don 
Rudbeckia purpurea L.
Helichroa purpurea (L.) Raf.
Echinacea purpurea, l'échinacée pourpre (ou rudbeckie pourpre), est une espèce de plante à fleurs (ou Magnoliophyta) du genre Echinacea, de la famille Asteraceae,. Plante endémique d'Amérique du Nord, elle possède une tête généralement pourpre,.
Connue par les Amérindiens de l'Est des montagnes Rocheuses, elle est devenue une des plantes médicinales les plus employées en Amérique du Nord et en Europe
, (concurremment avec Echinacea angustifolia et E. pallida). Une culture commerciale a été développée pour répondre à la demande phytothérapique.
La plante est aussi cultivée comme plante ornementale dans les régions tempérées.

## Nomenclature
Initialement nommée Rudbeckia purpurea par Linné en 1753 dans Species plantarum, elle fut reclassée en 1794 par Conrad Moench, dans un nouveau genre et nommée Echinacea purpurea (L.) Moench.
En 1818, Thomas Nuttall décrit une nouvelle variété qu'il nomme Rudbeckia purpurea var. serotina. À peine deux décennies plus tard,  De Candolle l'élève au rang d'espèce de l'autre genre Echinacea serotina (Nutt.) DC. (1836).
En 2002, Binns et als découvrent une erreur d'application du nom Echinacea purpurea (L.) Moench pour le taxon correctement nommé Echinacea serotina (Nutt.) DC. en 1836. Les auteurs ont proposé de conserver les dénominations pour ne pas entrainer de confusion chez les horticulteurs et les herboristes (pour de plus amples précisions voir aussi Binns et al.).
Après une étude des populations sauvages et une expérimentation en jardin, McGregor publie en 1968, la première contribution significative du genre Echinacea. Il reconnait 9 espèces d'échinacées. Dans une revue récente du genre, Binns et al. (2002) regroupent par contre les taxons en 4 espèces et 6 variétés (sauvages).
L'appellation en latin scientifique Rudbeckia purpurea donnée par Linné (en 1753) a servi à dériver des termes en langues vernaculaires par les herboristes, jardiniers et horticulteurs. La langue commune étant généralement plus conservatrice que la terminologie taxonomique fréquemment remaniée, le terme rudbeckia pourpre est ainsi encore couramment utilisé en français.

## Étymologie
Echinacea est dérivé du grec ancien ἐχῖνος / ekhînos « oursin, hérisson » (et du suffixe -acea) en raison du disque central du capitule recouvert de fleurons d'aspect épineux.
L'épithète purpurea dérive du latin purpura « [couleur] pourpre ».

## Description

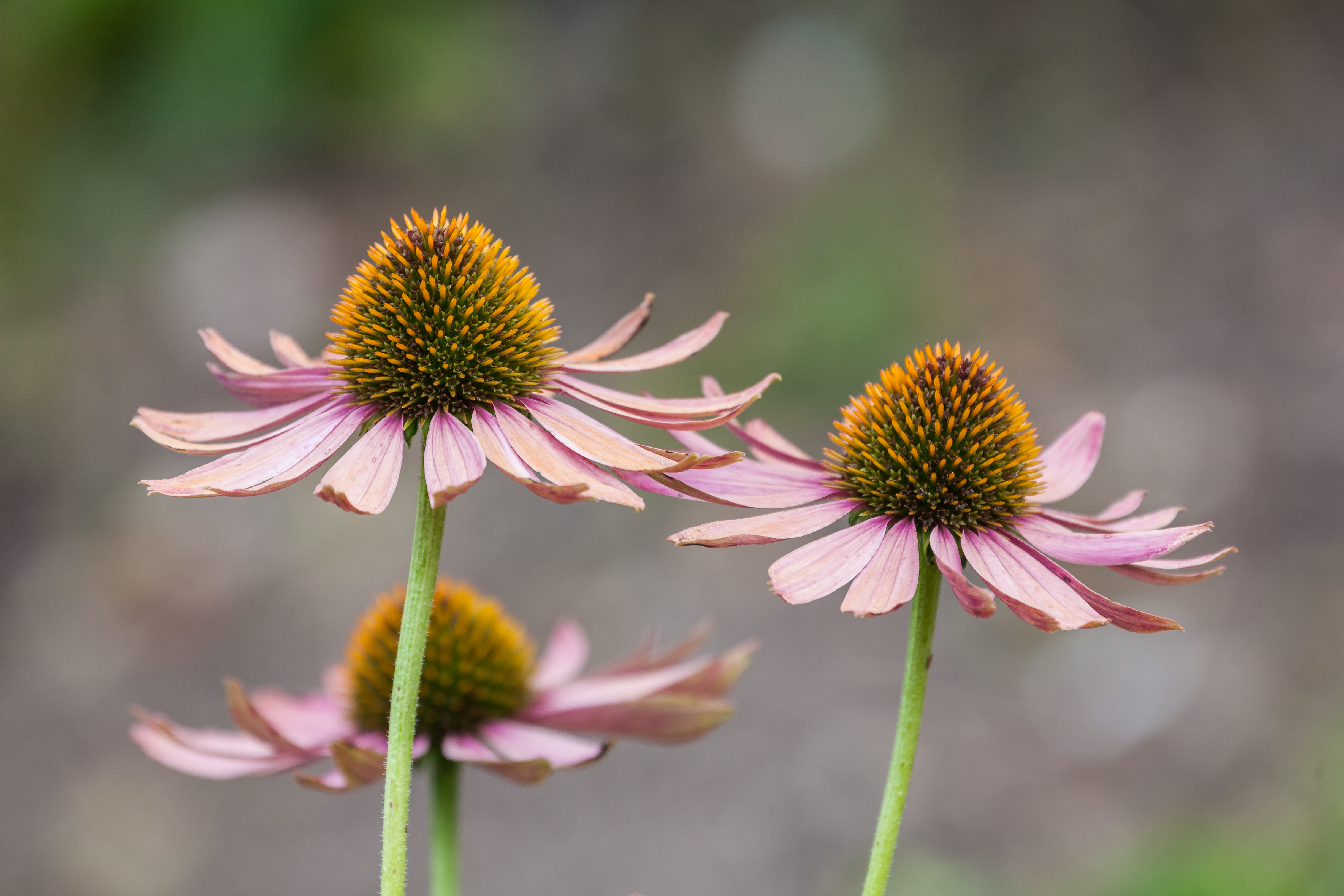
Echinacea purpurea, disque central hérissé comme un « oursin » (ekhinos).

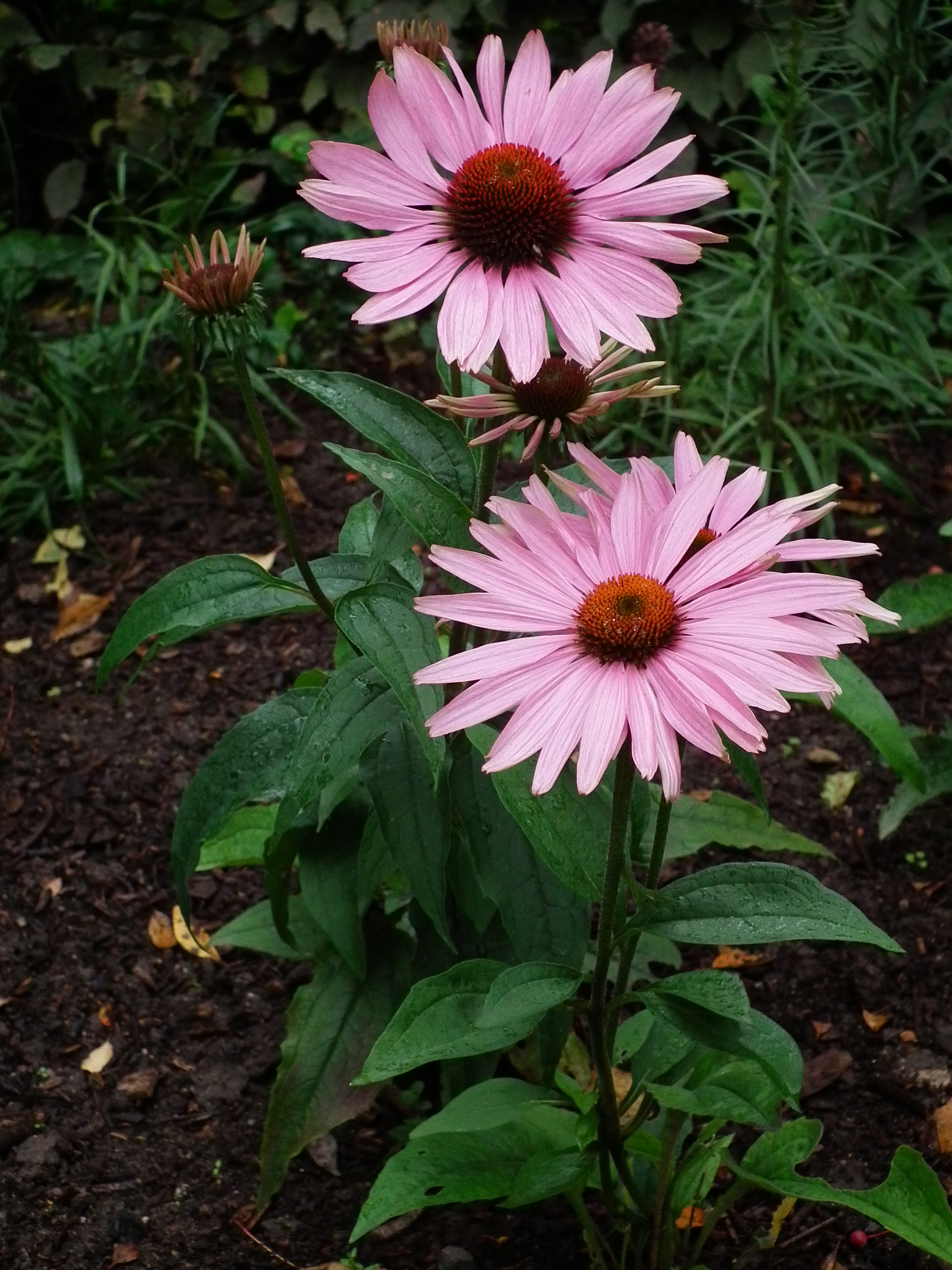
Port dressé, avec un capitule terminal, solitaire, surplombant la plante.

Cette plante herbacée vivace, au port dressé rectiligne, peut atteindre à maturité la hauteur de 120 cm ou plus en culture. Elle comporte des tiges dressées, rigides, rugueuses, terminées par un capitule solitaire. Elle s'ancre solidement dans le sol par un système racinaire développé.
Les feuilles alternes, à nervation pennée, sont portées par un pétiole de 0 à 17 cm. Elles sont de forme ovale à lancéolée, de 5-30 × 5-12 cm ; la marge est serretée à dentée. Les feuilles basales forment une rosette d'environ 35 cm de hauteur. Les feuilles sont caduques mais la plante est pérenne.
L'inflorescence est un capitule de type radié, de 7 à 15 cm de diamètre, formé au centre par une protubérance, portant de multiples petits fleurons tubulés jaune orangé, entourée par de longues fleurs périphériques ligulées rouge pourpre à rose. Les fleurons tubulés sont hermaphrodites  alors que les fleurons ligulés sont stériles. Les bractées involucrales sont linéaires à lancéolées. À maturité, l'inflorescence mesure 3 à 5 cm sans compter les fleurs en languette de couleur pourpre violacé, mesurant 4 à 6 cm chacune. La floraison s'étale de juillet à septembre.
Le fruit est un akène, recherché par les oiseaux.
La rudbeckie pourpre est pollinisée par les papillons, les bourdons et les abeilles.

## Écologie
Originaire d'Amérique du Nord, Echnacea purpurea est distribuée dans les États des États-Unis allant de la Géorgie à la Louisiane et l'Oklahoma et vers le nord la Virginie, l'Ohio, le Michigan, l'Illinois, l'Iowa et le Missouri.
Son habitat comprend les boisés secs clairsemés, les prairies et les landes ainsi que les terres cultivées.

## Composition chimique
De très nombreux composés bioactifs ont été isolés des rhizomes (ou racines) d'échinacées :
- des alcaloïdes indolizidiniques, glycine betaine
- des composés phénoliques dérivés de l'acide caféique:
  - acide caféique, acide chlorogénique, acides dicaféyl-quiniques. Des échinacosides (en) ont été identifiés dans le rhizome de E. agustifolia et E. pallida mais pas dans E. purpurea
  - acide cichorique (dicaféate de l'acide tartrique), est présent dans les racines de E. purpurea aux taux de 0,6 % à 2,1 % à l'état frais mais décroissant rapidement lors de la préparation[13].
- des composés aliphatiques insaturés, notamment des alkylamides, isobutylamides d'acides polyényniques et d'acides polyéniques. Présents dans les rhizomes et les parties aériennes de E. purpurea, ils sont responsables du goût âcre des préparations et d'un certain picotement de la langue. Une vingtaine d'alkalamides ont été isolés uniquement dans les rhizomes[14],[15]
- flavonoïdes : rutoside, nicotiflorine principalement dans les E. purpurea, E. angustifolia, E. pallida
- polysaccharides, inuline, arabinorhamnogalactanes, heteroxylanes
- huiles essentielles de E. purpurea : bornéol, acétate de bornyl, pentadeca-8-(Z)-en-2-one, germacrène D, epoxide de caryophyllène[16]

## Actions pharmacologiques
Les Amérindiens des Grandes Plaines employaient des échinacées, suivant des recommandations variables d'une tribu à l'autre. Les usages fréquents étaient

- en application locale de la plante broyée, pour guérir les plaies infectées et les morsures de serpent
- en mâchonnant les racines, contre les céphalées, la toux, les maux d'estomac, les infections respiratoires[18].

L'efficacité de ces remèdes fait l'objet de nombreuses études. On soupçonne qu'elle soit attribuable à l'un ou des composés phénoliques, tels les acides chicorique et caftarique isolés chez l’E. purpurea ou l'echinacoside présent dans la partie haute des racines de E. angustifolia et E. pallida. Les phénols sont des métabolites secondaires présents chez tous les végétaux, ayant souvent des effets physiologiques sur leurs consommateurs. Lors de la préparation des remèdes, ces phénols peuvent servir de marqueurs pour évaluer les quantités d'Echinacea présentes dans le produit. D'autres éléments chimiques qui peuvent être importants sont les alkamides et les polysaccharides.
Les études randomisées de Taylor et al. (2003), avec prise de produits à base d’Echinacea (réalisés à partir de la plante tout entière, i.e. tige et racine), Turner (2015) sur respectivement les rhumes et les rhinovirus pendant l'infection démontrent que les effets ne sont pas notoires.
Cependant, les études de Goel et al. (2004) démontrent que la prise préventive d'Echinacea purpurea stimule les défenses immunitaires. Cette conclusion est confirmée par deux autres études cliniques, notamment pour les rhumes. En 2011, une étude démontre l'effet supérieur d'Echinacea purpurea face au lévamisole dans l'augmentation des défenses immunitaires chez le rat.
La longue compilation d'études de l'Agence européenne des médicaments datée de novembre 2015, démontre que la prise d'Echinacea purpurea ne soigne que peu les infections respirations, rhumes ou grippe, mais que les patients traités préventivement à l'échinacée sont moins malades que ceux traités sous placebo.
Cependant, une étude de 2021 démontre que chez l'enfant, l'administration d'échinacée pourpre permet de réduire de 80% le risque de grippe et la prescription d'antibiotiques.

## Culture
- Jardins

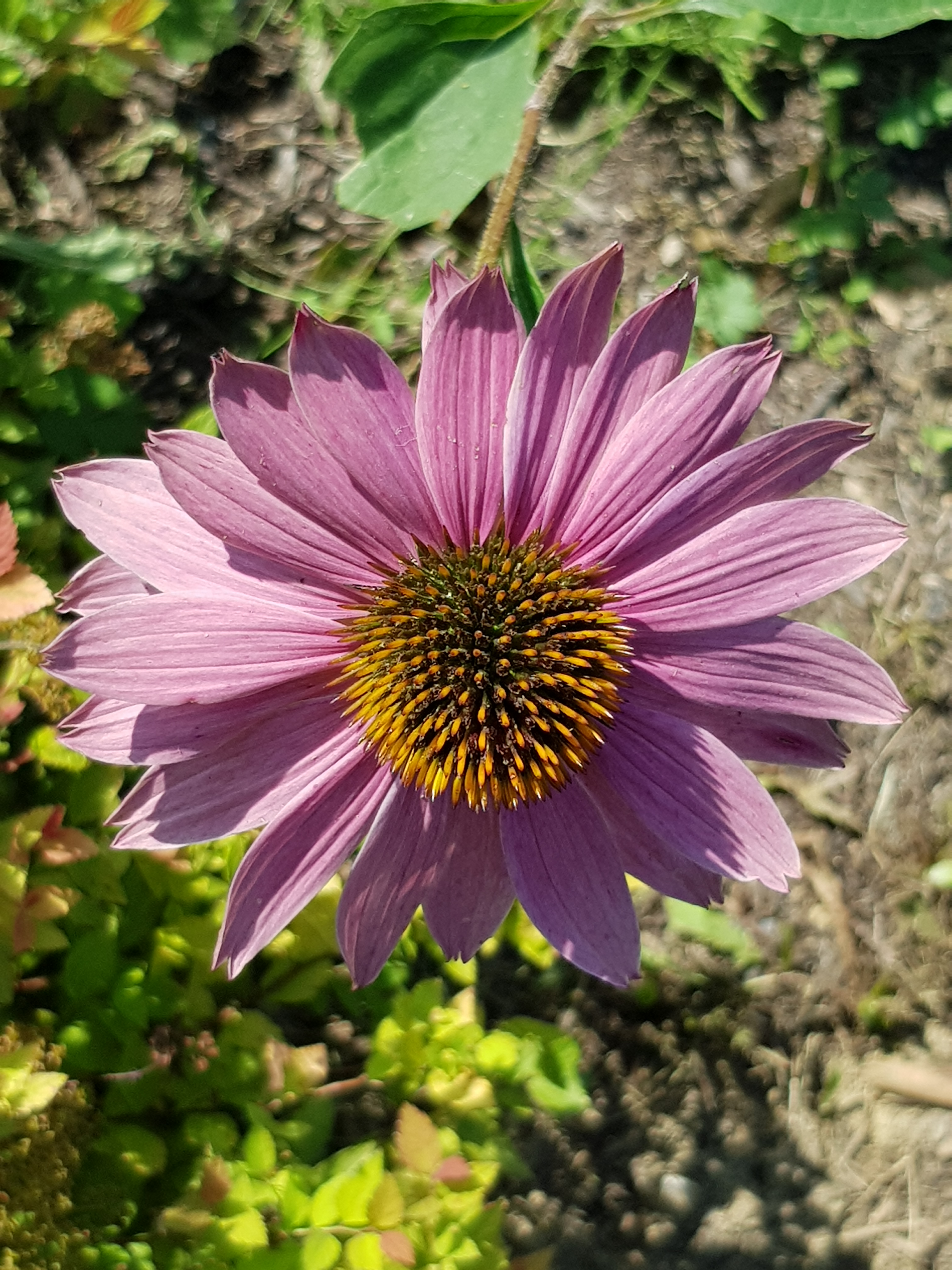
Echnacea purpurea au Jardin extraordinaire de Lieurac.

L'échinacée pourpre est cultivée comme plante ornementale dans les régions tempérées. Elle est idéale pour les bordures, les allées ou les massifs . Les fleurs peuvent aussi rentrer dans la composition de bouquets frais.
La plantation se fait au printemps ou à l'automne, dans un endroit ensoleillé ou mi-ombragé. La plante est longue à s'installer mais une fois bien installée, elle possède une bonne résistance à la sécheresse.
Pour prolonger la floraison, il faut supprimer les fleurs fanées.
- Cultivars

De nombreux cultivars ont été sélectionnés pour leur taille ou leur couleur.
- Echinacea purpurea 'Baby Swan White' à la forme naine (50 cm) et compacte, aux fleurs blanches et disque central verdâtre puis brun orangé
- Echinacea purpurea 'Cheyenne spirit' est nouvelle variété à fleurs doubles, aux couleurs variables allant du jaune au rouge écarlate
- Echinacea purpurea 'Bright Rose' aux fleurs rose brillant

Un grand nombre de variétés sont issues du croisement de E. purpurea avec Echinacea paradoxa (Norton) Britton aux fleurs jaunes:
- Echinacea purpurea 'After Midnight' de petite taille, portant des fleurs aux longues ligules d'un pourpre magenta et fleuries de juillet à septembre

## Album

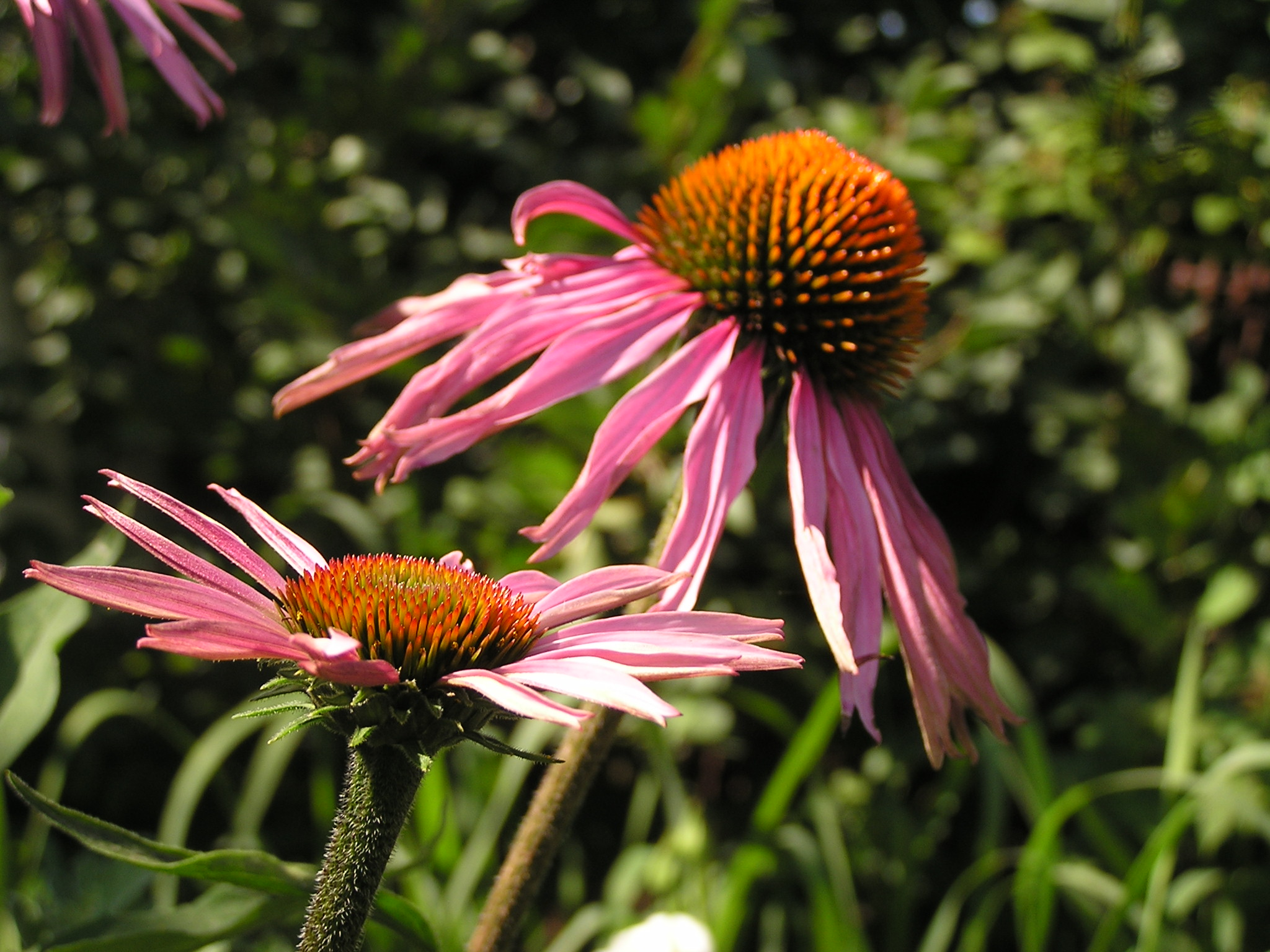
Capitules.
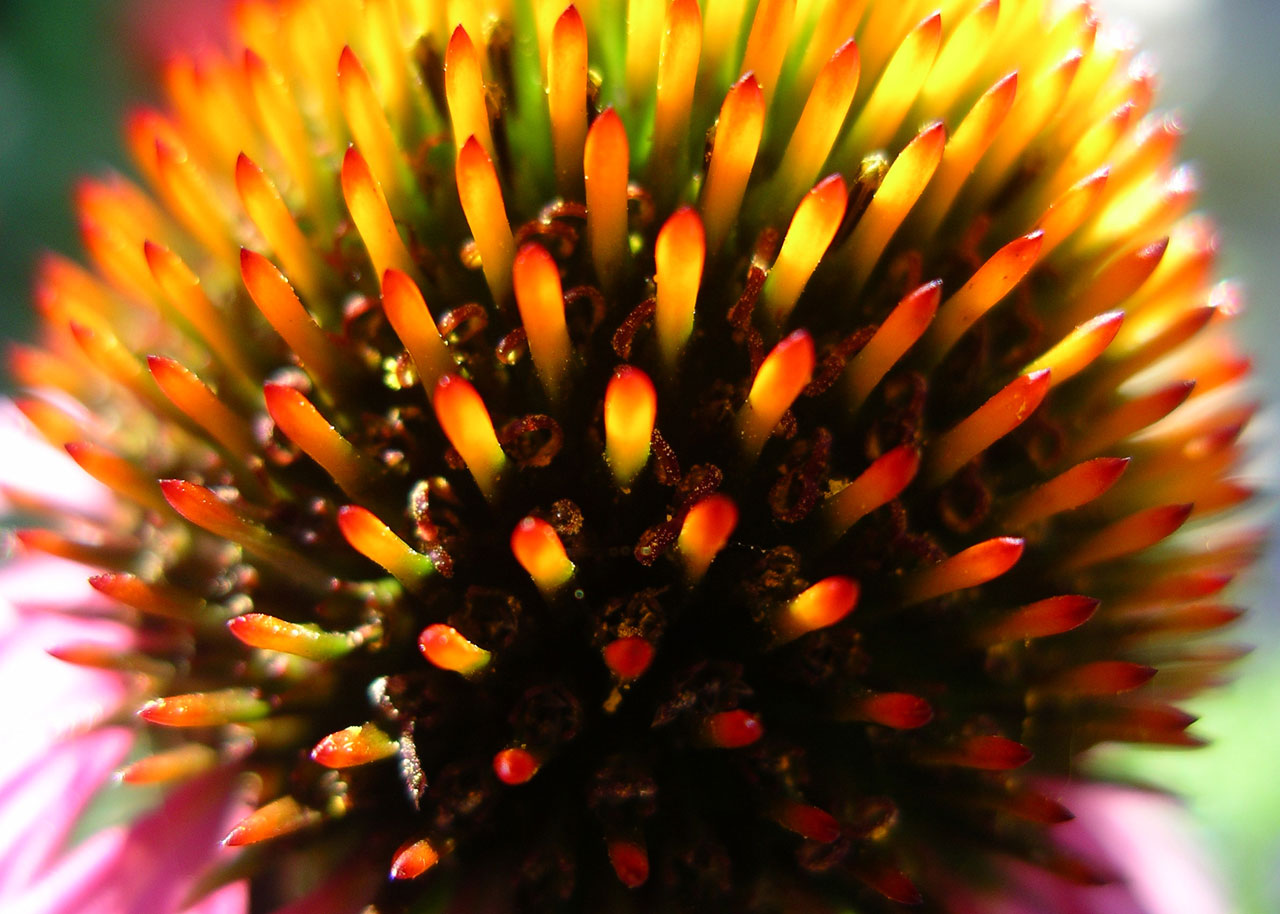
Fleurons tubulés.
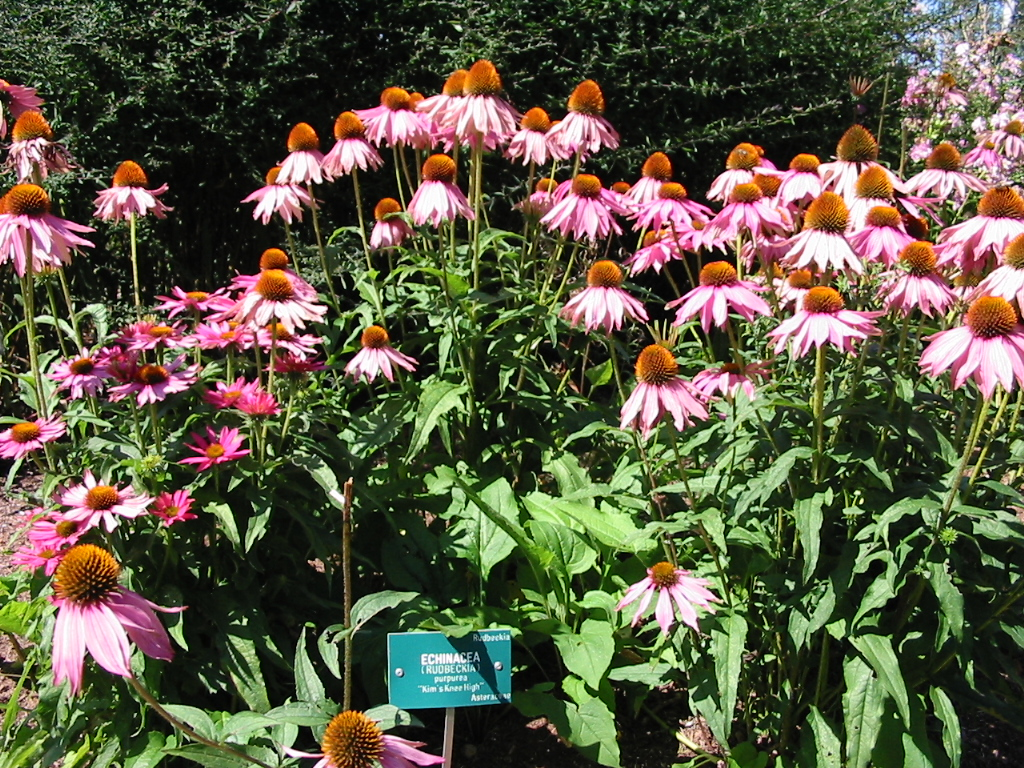
Vue d'ensemble.